# ولاغوز (ساری)
ول اغوز، روستایی است از توابع بخش چهاردانگه شهرستان ساری در استان مازندران ایران.

## جمعیت
این روستا در دهستان گرماب قرار داشته و براساس آخرین سرشماری مرکز آمار ایران که در سال ۱۳۸۵ صورت گرفته، جمعیت آن ۱۶۰نفر (۳۸خانوار) بوده‌است.

## خاستگاه نام‌گذاری
روستایی در جنوب ساری که ظاهراً نام اصلی آن وِل آغوز (به کسر واو) به معنای «گردوی بدون صاحب» است و خاستگاه نام‌گذاری آن نیز وجود درختان گردوی بدون صاحب در جنگل بوده‌است. البته عموماً آن را «به فتح واو» (به معنای گردوی کج)می‌نامند که بعید است درست باشد.

## موقعیت
از روستاهای بخش چهاردانگه ساری، حدود ۵۰ کیلومتری جنوب شهرستان ساری، در مسیر جاده ساری-کیاسر و بعد از گرماب قرار دارد. از جنوب به روستای پروریج آباد(پرجیوا)ازشرق به روستای پاجا از غرب به جنگل و از شمال به جاده ساری کیاسر محدود می‌شود. جاده روستاهای پرجیوا، آبکسر، نوکنده، نرگس‌زمین و اروت از این روستا می‌گذرد. فاصله این روستا تا جاده اصلی ساری کیاسر ۶ کیلومتر است.